# Rifiuto organico umano
I rifiuti organici umani sono un tipo di rifiuti che costituiscono l'insieme dei prodotti dell'attività biologica dell'uomo, come le feci e l'urina.
I rifiuti organici umani sono principalmente trasportati nelle acque di scolo attraverso il sistema delle fognature. 
In alternativa sono smaltiti con i pannolini con i comuni rifiuti.
I rifiuti organici umani possono essere un concreto pericolo per la salute, perché costituiscono un vettore per le malattie sia batteriche che virali.
Un importante risultato della civilizzazione dell'uomo è stato la riduzione della trasmissione di malattie attraverso i rifiuti organici umani grazie alla pratica dell'igiene e della sanità, con lo sviluppo dei sistemi per le acque di scolo e idraulici. 
L'Impero romano aveva un sistema di fognature molto efficiente, come la Cloaca Maxima.
I rifiuti organici umani possono essere ridotti o riutilizzati con l'utilizzo di orinatoi senza acqua e toilet per il compost e acque grigie. Il metodo più comune per il trattamento dei rifiuti nelle aree rurali dove non sono presenti i sistemi comunali per le acque di scolo è l'uso del sistema dei contenitori settici.